# Кубок Польщі з футболу 1961—1962
Кубок Польщі з футболу 1961–1962 — 8-й розіграш кубкового футбольного турніру в Польщі. Титул вперше здобув Заглембє (Сосновець).

## Календар
| Раунд        | Матчі | Клуби   |
| ------------ | ----- | ------- |
| Перший раунд | 21    | 82 → 61 |
| Другий раунд | 11    | 61 → 50 |
| Третій раунд | 18    | 50 → 32 |
| 1/16 фіналу  | 16    | 32 → 16 |
| 1/8 фіналу   | 8     | 16 → 8  |
| 1/4 фіналу   | 4     | 8 → 4   |
| 1/2 фіналу   | 2     | 4 → 2   |
| Фінал        | 1     | 2 → 1   |

## Перший раунд
| Команда 1              | Рахунок | Команда 2                   |
| ---------------------- | ------- | --------------------------- |
| Фармацья (Краків)      | 2:0     | Славія (Руда-Шльонська)     |
| Бленкітні-2 (Кельце)   | 5:2     | Болеслав (Буковно)          |
| Оркан (Лодзь)          | 2:3     | Карпати (Кросно)            |
| Авіа (Свідник)         | 2:0     | Олімпія (Познань)           |
| Зеніт (Ніско)          | 3:2     | Полонія (Ґлубчице)          |
| Бещади (Ряшів)         | 5:1     | Калісія (Каліш)             |
| Завіша-2 (Бидгощ)      | 1:0     | Люблінянка (Люблін)         |
| Затока (Пуцьк)         | 1:7     | Гарбарня (Краків)           |
| Гвардія (Білосток)     | 1:4     | П'яст (Гливиці)             |
| Тарновія (Тарнув)      | 1:1 дч  | Сталь (Ряшів)               |
| Фаблок (Хшанув)        | 2:2 дч  | Напжуд (Ліпіни)             |
| Гурник (Свентохловіце) | 3:2     | Шльонськ (Вроцлав)          |
| Погонь (Пруднік)       | 1:0     | Арка (Гдиня)                |
| Карконоше (Єленя-Ґура) | 3:0     | Полонія (Варшава)           |
| Погонь-2 (Щецин)       | 0:1 дч  | Унія (Ратибор)              |
| Ураган (Моронг)        | 1:2     | Белявянка (Белява)          |
| Олімпія (Ельблонг)     | 0:8     | Шомберки (Битом)            |
| Гетьман (Замостя)      | 1:1 дч  | Варшавянка (Варшава)        |
| Мазур (Елк)            | 5:1     | Цукровнік (Пшенно)          |
| Легія II (Варшава)     | 6:1     | Лехія (Томашів-Мазовецький) |
| Орлента (Демблін)      | 5:2     | Юранд (Бемово Піске)        |

Перегравання
| Команда 1         | Рахунок | Команда 2            |
| ----------------- | ------- | -------------------- |
| Тарновія (Тарнув) | 0:7     | Сталь (Ряшів)        |
| Фаблок (Хшанув)   | 2:3     | Напжуд (Ліпіни)      |
| Гетьман (Замостя) | 1:2 дч  | Варшавянка (Варшава) |

## Другий раунд
| Команда 1                     | Рахунок | Команда 2            |
| ----------------------------- | ------- | -------------------- |
| Гурник (Вільхви)              | 0:3     | Унія (Тарнув)        |
| Бзура (Ходакув)               | 2:0     | РОВ (Рибник)         |
| Фармацья (Краків)             | 0:8     | Гарбарня (Краків)    |
| Радомяк (Радом)               | 5:0     | Бленкітні-2 (Кельце) |
| Визволене (Хожув)             | 3:1     | Балтик (Гдиня)       |
| КС 27 Ожеґув                  | 2:1     | Сталь (Красник)      |
| БКС Сталь (Бельско-Бяла)      | 0:1     | Полонія (Бидгощ)     |
| Стар (Стараховіце)            | 1:2     | Флота (Гдиня)        |
| ГКС (Катовиці)                | 3:4     | Вавель (Краків)      |
| Варта (Ґожув-Велькопольський) | 3:1     | Унія (Крапковіце)    |
| Світ (Скольвін)               | +:-     | Шльонськ-2 (Вроцлав) |

## Третій раунд
| Команда 1                     | Рахунок | Команда 2              |
| ----------------------------- | ------- | ---------------------- |
| Варшавянка (Варшава)          | 0:2     | Бещади (Ряшів)         |
| Погонь (Пруднік)              | 1:5     | Карконоше (Єленя-Ґура) |
| Визволене (Хожув)             | 4:1     | Варта (Познань)        |
| Легія II (Варшава)            | 0:2     | Погонь (Щецин)         |
| Гурник (Свентохловіце)        | 5:3     | Орлента (Демблін)      |
| П'яст (Гливиці)               | 0:2     | Авіа (Свідник)         |
| Завіша-2 (Бидгощ)             | 1:4     | Вавель (Краків)        |
| Зеніт (Ніско)                 | 1:3 дч  | Бленкітні (Кельце)     |
| Унія (Ратибор)                | 4:0     | Вісла (Ґрудзьондз)     |
| Бзура (Ходакув)               | 1:2     | КС 27 Ожеґув           |
| Світ (Скольвін)               | 2:3 дч  | Мазур (Елк)            |
| Белявянка (Белява)            | 1:2     | Завіша (Бидгощ)        |
| Полонія (Бидгощ)              | 6:1     | Чарні (Щецин)          |
| Карпати (Кросно)              | 8:0     | Радомяк (Радом)        |
| Сталь (Ряшів)                 | 6:0     | Унія (Тарнув)          |
| Шомберки (Битом)              | 1:1 дч  | Напжуд (Ліпіни)        |
| Лехія (Зелена Гура)           | 3:1     | Флота (Гдиня)          |
| Варта (Ґожув-Велькопольський) | -:+     | Гарбарня (Краків)      |

Перегравання
| Команда 1        | Рахунок | Команда 2       |
| ---------------- | ------- | --------------- |
| Шомберки (Битом) | 2:0     | Напжуд (Ліпіни) |

## 1/16 фіналу
| Команда 1              | Рахунок | Команда 2            |
| ---------------------- | ------- | -------------------- |
| Карконоше (Єленя-Ґура) | 1:0     | Лехія (Гданськ)      |
| Визволене (Хожув)      | 0:2     | Заглембє (Сосновець) |
| Погонь (Щецин)         | 0:0     | Полонія (Битом)      |
| Гурник (Свентохловіце) | 1:0     | Полонія (Бидгощ)     |
| Авіа (Свідник)         | 0:1     | ЛКС (Лодзь)          |
| Вавель (Краків)        | 1:2     | Гурник (Забже)       |
| Бленкітні (Кельце)     | 2:5     | Одра (Ополе)         |
| Унія (Ратибор)         | 4:5     | Гвардія (Варшава)    |
| КС 27 Ожеґув           | 0:0     | Краковія (Краків)    |
| Мазур (Елк)            | 0:8     | Рух (Хожув)          |
| Бещади (Ряшів)         | 0:2     | Завіша (Бидгощ)      |
| Карпати (Кросно)       | 0:2     | Сталь (Мелець)       |
| Сталь (Ряшів)          | 4:0     | Лех (Познань)        |
| Шомберки (Битом)       | 0:2     | Легія (Варшава)      |
| Лехія (Зелена Гура)    | 0:1     | Вісла (Краків)       |
| Гарбарня (Краків)      | 2:3     | Арконія (Щецин)      |

Перегравання
| Команда 1      | Рахунок | Команда 2         |
| -------------- | ------- | ----------------- |
| Погонь (Щецин) | 0:2     | Полонія (Битом)   |
| КС 27 Ожеґув   | 0:2     | Краковія (Краків) |

## 1/8 фіналу
| Команда 1              | Рахунок | Команда 2            |
| ---------------------- | ------- | -------------------- |
| Карконоше (Єленя-Ґура) | 1:0     | Сталь (Ряшів)        |
| Гурник (Свентохловіце) | 2:4     | Заглембє (Сосновець) |
| Краковія (Краків)      | 2:1     | Полонія (Битом)      |
| Легія (Варшава)        | 0:3     | Одра (Ополе)         |
| Гурник (Забже)         | 3:0     | Гвардія (Варшава)    |
| Вісла (Краків)         | 0:2     | Рух (Хожув)          |
| ЛКС (Лодзь)            | 3:2     | Сталь (Мелець)       |
| Завіша (Бидгощ)        | 1:0     | Арконія (Щецин)      |

## 1/4 фіналу
| Команда 1         | Рахунок | Команда 2              |
| ----------------- | ------- | ---------------------- |
| Одра (Ополе)      | 2:0     | Карконоше (Єленя-Ґура) |
| ЛКС (Лодзь)       | 1:6     | Заглембє (Сосновець)   |
| Краковія (Краків) | 1:0     | Завіша (Бидгощ)        |
| Рух (Хожув)       | 2:3     | Гурник (Забже)         |

## 1/2 фіналу
| Команда 1            | Рахунок | Команда 2         |
| -------------------- | ------- | ----------------- |
| Гурник (Забже)       | 2:1     | Одра (Ополе)      |
| Заглембє (Сосновець) | 4:0     | Краковія (Краків) |

## Матч за третє місце
| Команда 1    | Рахунок | Команда 2         |
| ------------ | ------- | ----------------- |
| Одра (Ополе) | 3:1     | Краковія (Краків) |

## Фінал
| 22 липня 1962 |

| Заглембє (Сосновець) | 2:1      | Гурник (Забже) |
| -------------------- | -------- | -------------- |
| Миґа 15' Пецик 55'   | Протокол | Поль 75'       |

| Сілезький стадіон, Хожув Глядачів: 25 000 Арбітр: Антоні Ґорончняк |